# Electronics Manufacturing Services
Pour les articles homonymes, voir  EMS.
Le terme anglais Electronic manufacturing services (EMS) est couramment utilisée dans l'industrie électronique pour désigner les entreprises qui fournissent des services de fabrication en sous-traitance pour des produits électroniques : circuits imprimés (PCB en anglais), PCBA (assemblage de circuits imprimés, sous-ensembles).
Les donneurs d'ordre sont les fabricants d'équipement d'origine, souvent désignés par l'acronyme en anglais OEM.
Un EMS propose souvent en complément des activités de conception, validation, distribution et/ou service après-vente. Lorsque l'ensemble du développement est sous-traité, on parle d'Original Design Manufacturer (ODM).
Actuellement (années 2010) le marché des EMS est largement dominé par des acteurs asiatiques, souvent Chinois.

## Les principaux EMS

### Monde
En 2018, les 50 plus grosses entreprises EMS représentent un chiffre d'affaires global de 333 milliards de dollars.
| Classement | Nom                                             | Pays       |
| ---------- | ----------------------------------------------- | ---------- |
| 1          | HonHai Precision Industries (Foxconn)           | Taïwan     |
| 2          | Pegatron                                        | Taïwan     |
| 3          | Flex                                            | États-Unis |
| 4          | Jabil                                           | États-Unis |
| 5          | Wistron                                         | Taïwan     |
| 6          | Sanmina Corporation                             | États-Unis |
| 7          | Celestica                                       | Canada     |
| 8          | New Kinpo Group (NKG)                           | Taïwan     |
| 9          | Universal Scientific Industrial Co., Ltd. (USI) |            |
| 10         | Venture Corporation                             | Singapour  |

### Europe
En 2019, Reed Electronics Research publie le classement des entreprises EMS européennes les plus importantes, en considérant leur chiffre d'affaires mondial de 2017.
| Classement | Nom                 | Pays      |
| ---------- | ------------------- | --------- |
| 1          | Zollner             | Allemagne |
| 2          | Asteelflash         | France    |
| 3          | VIDEOTON            | Hongrie   |
| 4          | Enics               | Suisse    |
| 5          | Scanfil             | Finlande  |
| 6          | Neways              | Pays-Bas  |
| 7          | ALL CIRCUITS        | France    |
| 8          | éolane              | France    |
| 9          | GPV                 | Danemark  |
| 10         | Lacroix Electronics | France    |

### France
En France, on peut citer quelques acteurs majeurs en 2018 comme Asteelflash, ALL Circuits, Éolane, Lacroix Electronics, Inovelec, Sectronic du groupe Synov, Tronico, Sagem Industries, Actia Group, Selha Group, Novatech Industries, Matra Électronique. Il existe aussi bon nombre de PME locales telle que la société ARE Electronique à Raon-l'Etape, eSoftThings, Edgeflex à Montpellier ou encore le Groupe SYSELEC à Castres.

### Sources
- (en) Cet article est partiellement ou en totalité issu de l’article de Wikipédia en anglais intitulé « electronics manufacturing services » (voir la liste des auteurs).